# Dabas
Dabas – miasto na Węgrzech, w komitacie Pest, siedziba władz powiatu Dabas.

## Historia
Dawniej na tym terenie znajdowały się cztery wsie: Dabas Górne, Dabas Dolne, Gyón i Sári. W 1947 zostały połączone dwie miejscowości Dabas, a w 1966 dołączyły do nich dwie pozostałe wioski. Miejscowość otrzymała prawa miejskie w 1989.

## Miasta partnerskie
- Albenga
- Bańska Bystrzyca
- Baraolt
- Senta
- Staunton
- Tržič